# Scheherazade

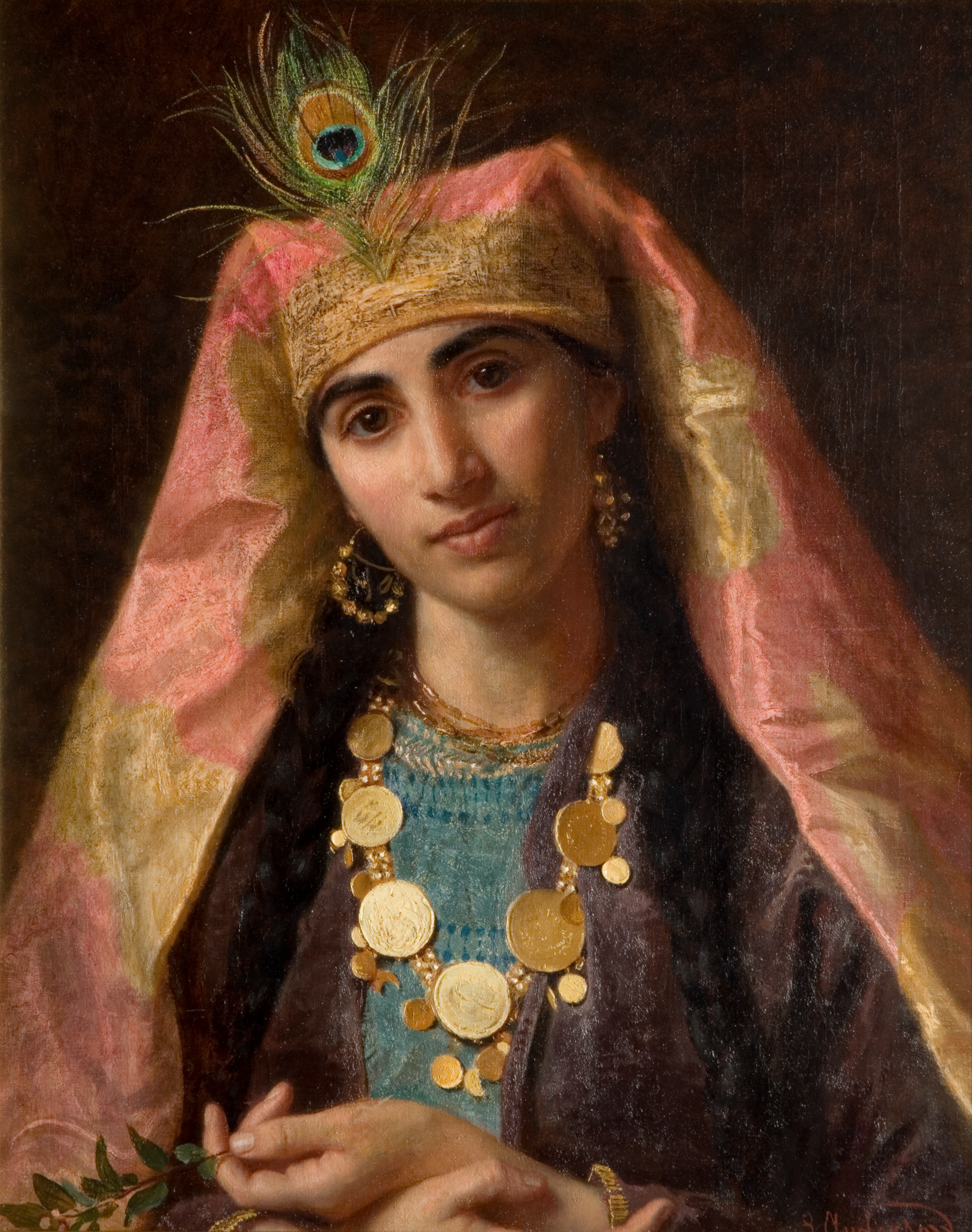
Họa phẩm về nàng Scheherazade

Nàng Scheherazade (phát âm tiếng Việt như là: Shê-hê-ra-zát) là một nhân vật chính trong câu chuyện Nghìn lẻ một đêm, trong câu chuyện này chính nàng Scheherazade là người kể lại toàn bộ những câu chuyện, nàng Shaherazad, nhân vật trung tâm ở truyện nền của tác phẩm. Nàng chính là người vẫn hàng đêm kể những câu chuyện trong “Nghìn lẻ một đêm” cho nhà vua Shahriyar xứ Ba Tư huyền thoại. Năm 1996, kênh truyền hình French TV (France 2) đã công chiếu loạt phim hoạt hình Nàng công chúa Shéhérazade (Princesse Shéhérazade) của đạo diễn Françoise Bureau phát sóng từ năm 1996 đến năm 2000 với thời lượng 52 tập.

## Bối cảnh
Vua nước Ba Tư là Chahrizar (Sha-zơ-han) bị vợ phản bội nên oán ghét phụ nữ, mỗi đêm chọn một thiếu nữ còn trong trắng về làm vợ để rồi cho lính giết vào sáng hôm sau. Nàng Schéhérazade, con một quan đại thần (vizir/Vi-zay-a), tự nguyện làm vợ vua. Mỗi đêm, nàng kể cho vua nghe một câu chuyện ly kỳ hấp dẫn, sao cho đến khi trời sáng chuyện vẫn còn dang dở, khiến vua phải trì hoãn việc giết nàng để đêm hôm sau còn được nghe nàng kể nốt đoạn tiếp. Cứ thế, sau 1.001 đêm, vua được nàng cảm hóa, bỏ ý định giết phụ nữ, cưới nàng làm vợ.
Không những xinh đẹp và duyên dáng, Scheherazade còn rất thông minh, tài trí. Để tránh cái chết vào sáng ngày hôm sau của vị vua hung bạo chỉ ban ân sủng cho một cô gái trong một đêm, rồi sai quân lính đem giết vào sáng ngày mai, Scheherazade đã để lửng những câu chuyện hấp dẫn để nhà vua không thể xử tử nàng ta. Khi nghe đến 1001 câu chuyện của nàng Scheherazade xinh đẹp, vua Shahriyar đã bị nàng cảm hóa, dần bỏ tính hung bạo và yêu nàng từ lúc nào không hay. Scheherazade là nữ hoàng xinh đẹp bước ra từ thế giới cổ tích đầy thần thoại xứ Ba Tư.

## Khắc họa
Shaherazad là một thiếu nữ xinh đẹp, uyên bác hết mực và có lòng yêu thương. Nàng đã đọc rất nhiều sách từ sử biên niên, huyền thoại về các vị vua thuở trước, và những truyện kể, các tấm gương và điển hình về những nhân vật và sự việc trong quá khứ. Nàng đã tìm hiểu kỹ càng về thơ ca và thuộc bài. Nàng đã nghiên cứu triết học và các ngành khoa học, nghệ thuật và những thành tựu. Nàng hoạt bát và lịch thiệp, uyên bác và dí dỏm, có tri thức và có giáo dục. Với tài năng và nhan sắc, Shahrazad đã dũng cảm lao vào một cuộc phiêu lưu bằng chính sinh mạng của mình. Shahrazad trở thành huyền thoại về một giai nhân thông tuệ, nắm giữ tri thức và bí mật của sự sống. Nàng có tài kể chuyện và có lòng nhân hậu để cứu chuộc cuộc đời. Nàng còn là một huyền thoại về nguồn sống đem tất cả tâm hồn, tình yêu thương của mình để gìn giữ và ươm mầm sự sống. Nếu như khắp vương quốc oán thán, sợ hãi và căm thù nhà vua thì bằng một cung cách hoàn toàn khác, Shaherazad dành cho ông lòng tôn kính, tình yêu thương và tấm lòng muốn cứu vớt một con người ra khỏi nỗi đau và tội lỗi. Trong một ngàn lẻ một đêm kể chuyện, Shaherazad đã kể cho nhà vua rất nhiều câu chuyện về tình cảm con người, tình yêu thương, tình chồng vợ, kể cả chuyện về những người phụ nữ ngoại tình, chính là nguyên cớ của bi kịch và tai họa trên vương quốc.  